# 椎田本線料金所
椎田本線料金所（しいだほんせんりょうきんじょ）は、かつて福岡県築上郡築上町にあった椎田道路（東九州自動車道に並行する一般国道自動車専用道路）の本線料金所である。東側に、椎田道路管理事務所が設けられている。

## 概要
椎田道路の有料区間は徳永交差点 - 中村交差点間であるが、2014年12月12日までは当料金所のみで料金の徴収を行っていたことから、築城IC - 椎田IC間以外の区間は事実上、無料で通行することが可能であった。2014年12月13日の東九州道 行橋IC - みやこ豊津IC間の開通に合わせて当料金所は廃止され、椎田道路の各IC内へ料金収受施設を移転した。

## 料金所施設
レーン数：6
築城IC方面
- レーン数：3
  - 自動精算機：3

椎田IC方面
- レーン数：3
  - 自動精算機：3

ETCシステムを利用したノンストップ通行はできないが、ETCカードでの精算は可能であり、自動精算機に挿入して対処することとされていた。

## 隣
E10 椎田道路（東九州自動車道）
(4) 築城IC - 椎田本線料金所（廃止）- (5) 椎田IC